# Parafia św. Kingi w Świdniku
Parafia Świętej Kingi w Świdniku – parafia rzymskokatolicka w Świdniku, należąca do archidiecezji lubelskiej i Dekanatu Świdnik. Została erygowana 16 września 2004 roku. 

## Zasięg parafii
Ulice: Akacjowa, Asnyka, B. Czecha, B. Malinowskiego, Cisowa, Głogowa, Grabowa, Hryniewicza, J. Sidło, Jaworowa, Kadłubka, Kalinowa, Klonowa, Konopnickiej, Krępiecka, Kukuczki, Kusocińskiego, Lazurowa, Modrzewskiego, Morsztyna, Niemcewicza, Olimpijczyków, Orzeszkowej, Szafirowa, Prusa, Racławicka, Reymonta, Rubinowa, S. Marusarza, Turkusowa, W. Rutkiewicz, Wiśniowa, Wyspiańskiego, Zapolskiej. 
Kaplica parafialna wybudowana w latach 2005–2006 mieści się przy ulicy Klonowej.